# ダナキル砂漠

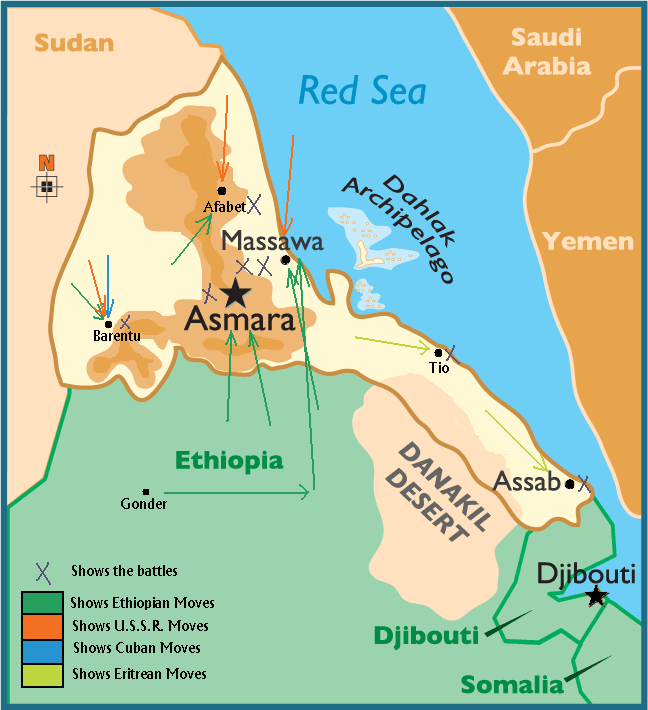
ダナキル砂漠とその周辺部

ダナキル砂漠（ダナキルさばく、英: Danakil Desert）は、アフリカ大陸東部、エチオピア北東部とエリトリア南部に広がる砂漠。

## 概説
ダナキル砂漠は大地溝帯に位置しており、海抜マイナス100メートル以下にもなるアファール盆地があり、エルタ・アレ火山など活火山が多数点在する。噴火口が地球で最も低いダロル火山もある。盆地というのは気温が極端になりがちな地形であるが、特にアファール盆地は夏には気温が50℃近くになることがあり、「人類が住める最も暑い場所」としてギネス記録に登録されている。
アファル族と岩塩採掘産業
ダナキル砂漠にはアファル人（アファル族）が住んでいる。ダナキル砂漠には広さが東京都ほどの岩塩の平原が広がっており、主産業は岩塩の採掘である。二千年前から今日にいたるまでアファル人たちは塩原から岩塩を切り出し、それを売り、生活してきた（そのため彼らは「塩の民」とも呼ばれる）。ダナキル砂漠の岩塩採取業はれっきとした産業であり、しっかり分業で成り立っており、斧を振り下ろして塩を割り掘り起こす役割の職人、掘り起こされた塩の板の形を独特の道具で一定にととのえる職人（30cm x 20cm x 厚さ5cmが標準形。それを買い取るキャラバン商人がラクダの背にしっかりと載せるために一定の形にととのえる必要がある）、採掘現場で形が整えられた塩の板をその場で採掘職人から現金で買い取りラクダの背に載せて隊列を組み運ぶキャラバン商人、アファール政府が運営・管理する塩の倉庫で勤務しキャラバン商人から塩を買い取る役割の役人などに分かれている。
なお二千年もの間続いてきた伝統的産業でそれぞれの役割で親子代々生きてきた人々だが、ラクダで運ぶキャラバン商人は仕事が減り苦境に陥っているという。というのも近年エチオピア政府がダナキル砂漠に舗装道路を建造するようになりそこをトラックが走るようになってきており、トラックは一度にラクダ50頭分もの塩を運べるからキャラバン業は直撃を受けているという。雑にトラックで運んだ塩で機械化された塩工場が運営されるようになってきており、そうした大規模な塩工場を運営している業者は、塩の採掘も「機械化」することをもくろんでおり、伝統的な手法で丁寧な切り出しを行ってきた職人たちの未来にも暗雲がたちこめるような状況になっているという。
（なお20世紀の地球科学的研究で分かったことだが、もともとアフリカ大陸とアラビア半島はもともとはつながっていて、地殻変動によりアフリカ大陸とアラビア半島は分離し、その過程で巨大な塩原が出現したという。）
ダナキル砂漠はまたアフリカノロバ等の野生動物生息地でもある。
- ダナキル砂漠
- ダナキル砂漠にあるエルタ・アレ火山

ダナキル砂漠の岩塩採掘産業
- 塩原
- 塩原
- 塩の切り出しに使う斧。この斧を塩原に何百回も振り下ろし切れ目をつくる。
- 斧でつくった切れ目に棒を差し込んで力をあわせて持ち上げ、割る。
- 割るとランダムな形の塩の板ができるが、その形を30cm x 20cmの形にととのえる。
- ととのえる。形が一定だとキャラバン商人は高く買ってくれるので丁寧にととのえる。
- キャラバンの商人が昼前に到着する。
- キャラバン商人は、掘り出し職人から塩の板を直接買い取り、その場で現金を払う。買い取った塩の板を2枚ずつ紐でしばる。
- 2枚組の塩の板を、左右対称になるよう、丁寧にラクダの背に積んでゆく。1頭のラクダが運ぶ塩の板は100kgにもなる。
- 塩を運ぶアファール族のキャラバン
- 砂漠を運ぶ。政府が運営する塩の倉庫を目指す。砂漠で夜をむかえるので、人は眠りラクダも休ませるために塩の板を一旦背中からおろしてやり、翌朝になったらまたラクダの背に積み、倉庫を目指す。

## 気候データ
| Dallol (1960-1966)の気候 | Dallol (1960-1966)の気候 | Dallol (1960-1966)の気候 | Dallol (1960-1966)の気候 | Dallol (1960-1966)の気候 | Dallol (1960-1966)の気候 | Dallol (1960-1966)の気候 | Dallol (1960-1966)の気候 | Dallol (1960-1966)の気候 | Dallol (1960-1966)の気候 | Dallol (1960-1966)の気候 | Dallol (1960-1966)の気候 | Dallol (1960-1966)の気候 | Dallol (1960-1966)の気候 |
| 月                       | 1月                      | 2月                      | 3月                      | 4月                      | 5月                      | 6月                      | 7月                      | 8月                      | 9月                      | 10月                     | 11月                     | 12月                     | 年                       |
| ------------------------ | ------------------------ | ------------------------ | ------------------------ | ------------------------ | ------------------------ | ------------------------ | ------------------------ | ------------------------ | ------------------------ | ------------------------ | ------------------------ | ------------------------ | ------------------------ |
| 最高気温記録 °C （°F）   | 39 (102)                 | 42 (108)                 | 48 (118)                 | 46 (115)                 | 49 (120)                 | 48 (119)                 | 49 (121)                 | 48 (119)                 | 48 (119)                 | 46 (115)                 | 44 (111)                 | 41 (106)                 | 49 (121)                 |
| 平均最高気温 °C （°F）   | 36.1 (97)                | 36.1 (97)                | 38.9 (102)               | 40.6 (105.1)             | 44.4 (111.9)             | 46.7 (116.1)             | 45.6 (114.1)             | 45.0 (113)               | 42.8 (109)               | 41.7 (107.1)             | 39.4 (102.9)             | 36.7 (98.1)              | 41.17 (106.11)           |
| 日平均気温 °C （°F）     | 30.3 (86.5)              | 30.5 (86.9)              | 32.5 (90.5)              | 33.9 (93)                | 36.4 (97.5)              | 38.6 (101.5)             | 38.7 (101.7)             | 37.6 (99.7)              | 37.3 (99.1)              | 35.6 (96.1)              | 33.2 (91.8)              | 30.8 (87.4)              | 34.62 (94.31)            |
| 平均最低気温 °C （°F）   | 24.6 (76.3)              | 24.6 (76.3)              | 26 (78.8)                | 27.1 (80.8)              | 28.5 (83.3)              | 30.4 (86.8)              | 31.8 (89.2)              | 31 (88)                  | 31.6 (88.8)              | 29.6 (85.3)              | 27.1 (80.8)              | 25.7 (78.3)              | 28.17 (82.72)            |
| 最低気温記録 °C （°F）   | 22 (72)                  | 22 (72)                  | 21 (70)                  | 21 (70)                  | 23 (73)                  | 25 (77)                  | 24 (75)                  | 24 (75)                  | 27 (81)                  | 26 (79)                  | 24 (75)                  | 24 (75)                  | 21 (70)                  |
| 出典：                   |                          |                          |                          |                          |                          |                          |                          |                          |                          |                          |                          |                          |                          |

## 関連番組
- NHK『極限生活「灼熱の大地 塩の民　～エチオピア　ダナキル砂漠～」』　2020年2月27日（木）10:15 - NHK総合で放送。2月29日（土）にBSプレミアムで再放送。2022年5月18日にもBSプレミアムで再放送。